# Ribautia
Ribautia är ett släkte av mångfotingar. Ribautia ingår i familjen storjordkrypare.

## Dottertaxa tillRibautia, i alfabetisk ordning[1]
- Ribautia aggregata
- Ribautia andecola
- Ribautia arabica
- Ribautia armata
- Ribautia attemsi
- Ribautia bouvieri
- Ribautia brittini
- Ribautia campestris
- Ribautia carpisha
- Ribautia centralis
- Ribautia coarctata
- Ribautia colcabensis
- Ribautia compositor
- Ribautia conifera
- Ribautia cribellata
- Ribautia derrana
- Ribautia dietrichiae
- Ribautia difficilis
- Ribautia diversa
- Ribautia ducalis
- Ribautia fuhrmanni
- Ribautia gracilis
- Ribautia imparata
- Ribautia junina
- Ribautia limaensis
- Ribautia mjoebergi
- Ribautia montana
- Ribautia natalica
- Ribautia onycophaena
- Ribautia pacifica
- Ribautia paucipes
- Ribautia peruana
- Ribautia phana
- Ribautia picturata
- Ribautia platensis
- Ribautia proxima
- Ribautia pruvotae
- Ribautia rainbowi
- Ribautia repanda
- Ribautia rossi
- Ribautia seydi
- Ribautia silvana
- Ribautia taeniata
- Ribautia titicacae
- Ribautia tropica
- Ribautia unguiculata
- Ribautia wheeleri
- Ribautia vivasberthieri